# 小行星8128
小行星8128（8128 Nicomachus）是一個主帶小行星發現於1967年5月6日。該小行星是由卡洛斯·塞斯科和阿諾德·克萊莫拉（Arnold Klemola）在El Leoncito發現的.